# Garlieb Helwig Merkel
Garlieb Helwig Merkel (en letó Garlībs Helvigs Merķelis), nascut el 21 d'octubre de 1769 a Lēdurga, (Letònia) i mort el 27 d'abril del 1850 a Depkinshof (prop de Riga), fou un escriptor i periodista germanobàltic.

## Biografia
El seu pare, a causa de la seva actitud il·lustrada, va perdre la seva posició de pastor rural i va morir jove. A conseqüència d'això, Merkel va ser autodidacta. Va treballar inicialment de professor particular en les propietats de la noblesa bàltica. Confrontat aviat amb la misèria de la població rural, va escriure el llibre Die Letten, vorzüglich in Liefland, am Ende des philosophischen Jahrhunderts (Els letons, principalment de Livònia, a la fi del segle filosòfic), publicat el 1796 a Leipzig. Aquest llibre és considerat una de les bases de la historiografia estoniana i letona.
A partir de 1796 va estudiar a Leipzig i a Jena i cap a 1797 se'n va anar cap a Weimar. Més tard es traslladaria a Frankfurt de l'Oder, on va fer el seu doctorat. De 1799-1806 va viure a Berlín, on, juntament amb August von Kotzebue, va editar  Der Freimüthige, fins que poc després a causa d'una discussió amb von Kotzebue, es va convertir en l'autor principal. Va haver d'abandonar Berlín a causa de l'ocupació napoleònica. Se'n va anar a Riga, des d'on va continuar l'edició dels seus escrits antinapoleònics.
En contra de la Restauració, que després de les Guerres napoleòniques va ofegar tots els indicis democràtics, va escriure Über Deutschland, Wie ich és nach einer zehnjährigen Entfernung wiederfand (Sobre Alemanya, com la vaig trobar de nou després d'una absència de deu anys), que només va poder editar com a llibre el 1818 a Riga, perquè va ser prohibit a Alemanya. El 1838 va abandonar tota activitat periodística a causa dels seus problemes amb la censura.